# Double Arts
Double Arts (ダブルアーツ?, Daburu Ātsu) è un manga scritto e disegnato da Naoshi Komi, pubblicato sulla rivista Weekly Shōnen Jump dal 24 marzo 2008 all'8 settembre 2008. Pur avendo riscosso agli inizi un pacato successo, è stato sospeso per il calo di interesse da parte del pubblico. Il finale della serie infatti, è un semplice preludio al continuum della storia.

## Ambientazione
Come tutti i mondi fantasy, Double arts, non sfugge alle strutture fittizie che reggono un mondo altrettanto fittizio:
- La tecnologia sembra essere ferma a quella tipica del Basso Medioevo, con alcune eccezioni per strumenti del XX secolo (telefoni fissi, cibo in scatola...), rendendo questa realtà molto simile all'universo della serie di Final Fantasy;
- Le guerre vengono ancora combattute con la forza bruta e con le armi bianche, inoltre, per spostarsi velocemente da un posto all'altro si fa uso dei cavalli o delle carrozze;
- Non esiste la magia in sé come pratica, ma soltanto alcune abilità speciali che variano da persona a persona. Es: L'Assorbimento delle Sorelle, il Flare di Kiri o il presunto Ki di Danzel;
- La popolazione mondiale può essere divisa in 4 grandi razze, non geneticamente diverse, ma classificabili a seconda dei diversi campi in cui in epoca passata avevano il monopolio. Oggi, le cose sono cambiate, e gli unici veri discendenti di queste razze che continuano con i loro lavori tradizionali vengono chiamati Cleare. Per ora conosciamo soltanto il nome di due di queste: I Naggin, famosi e spietati guerrieri, e i Beiger, abilissimi artigiani;
- Le terre emerse, per quanto è stato mostrato su di una cartina, sembra essere formate da un unico super-continente simile alla Pangea, diviso in almeno tre nazioni, di cui 2 si chiamano Naginzeria e Impero di Nitan.

## Trama
La storia è il succo di un racconto fatto dalla stessa co-protagonista, Elraine Figarette che, alla fine degli eventi narrati, scrive un libro sul viaggio compiuto per salvare l'umanità dalla malattia più terrificante del tempo: il Troi/Troy (トロイ?, Toroi). La piaga dilaga nel mondo da ormai più di 700 anni, ed il lavoro di Elraine è proprio quello di Junkaizou, ossia di Monaca Vagabond (termine tipico dei J-RPG). L'Ordine di queste "Sorelle" è composto da sole donne, che fino a quel momento si sono rivelate le uniche capaci di sopravvivere al contagio. Viaggiando di luogo in luogo, le Junkaizou curano le vittime della malattia, assorbendo il veleno dagli stessi malati, e accumulandolo nel proprio corpo. La terapia tuttavia non è una cura definitiva, rallenta solo l'avanzata dei sintomi, che dopo un po' si ripresentano fino a portare la persona affetta alla morte. La piaga sopravvive passando di persona in persona, diffondendosi attraverso il contatto fisico diretto (anche i capelli possono essere una superficie infettante), e i suoi sintomi caratteristici allo stadio terminale sono preceduti da convulsioni. Una volta che il decorso è arrivato al suo termine, l'infetto comincia a diventare trasparente, per poi svanire nel nulla, pezzo dopo pezzo, lasciando solo gli indumenti indossati prima della fine.
Durante uno dei suoi innumerevoli viaggi, Elraine, dopo aver assorbito il veleno di parecchi malati trattati, comincia a risentire dell'effetto collaterale della cura somministrata, così da cominciare anch'essa a svanire nel nulla per colpa dell'infezione. Ma all'ultimo momento, prima che sopraggiunga la fine, interviene un ragazzo, Kiri Luchile (l'altro co-protagonista), il quale dopo averla vista accasciarsi a terra la soccorre, arrestando inspiegabilmente e inconsapevolmente la sparizione della ragazza. Pare che Kiri sia completamente immune al Troi e che riesca addirittura a rinvigorire le forze delle persone ferite e/o ammalate. È l'inizio di un rapporto simbiotico per Elraine ed il ragazzo, i quali dovranno rimanere in perpetuo contatto fra loro, per almeno un piccolissimo lembo di pelle esposta, se vorranno evitare la morte di lei. La loro missione ora è quella di arrivare al Quartier Generale (QG) dell'Ordine, in modo che Kiri possa essere studiato approfonditamente, e capire quale sia il suo segreto. La cosa non sarà facile dato che L'Organizzazione Gazzella, che si preoccupa attivamente di lasciar spargere la pestilenza nel mondo (uccidendo le Sorelle), si opporrà al cammino dei due, sapendo il grossissimo rischio che corre facendo rimanere in vita Kiri.

## Personaggi
Elraine Figarette (エルレイン・フィガレット?, Erurein Figaretto)
Per gli amici El, è la Sorella dell'Ordine delle Junkaizou con il codice identificativo numero 4.0003. La sua zona operativa, si trova nei pressi della città di Turm. È molto famosa fra le sue colleghe sotto l'appellativo di Fata Bianca  (白い妖精?, Shiroi Yōsei), perché, in appena 8 anni di servizio, ha prestato il suo aiuto già a innumerevoli malati. È stata adottata dalle Sorelle dopo che il suo villaggio era stato completamente sterminato dal Troi. Tutte le persone a cui voleva bene erano morte e tutti i suoi sogni e le sue speranze erano state distrutte; per questo, prima dell'arrivo di Kiri, sperava ad ogni risveglio che quella fosse l'ultima giornata per lei.
Kiri Luchile (キリ・ルチル?, Kiri Ruchiru)
Kiri è un ragazzo ottimista, abilissimo nella scultura e nella pittura (e anche nel cucito), con un potere molto speciale. Egli è infatti in grado di aiutare le persone semplicemente toccandole con il proprio corpo. Questa particolare abilità, battezzata da lui stesso "Flare", è in grado non solo di far guarire più in fretta i malati, ma anche di raddoppiare la forza delle persone che gli stanno accanto. Se per esempio gli si avvicina una persona, questa avrà il doppio della forza che avrebbe naturalmente, se invece le persone che si avvicinano saranno due, la loro forza aumenterà del triplo, in pratica se si formasse una catena di dieci persone, queste ne avrebbero la forza di 100.
Sui (スイ?, Sui)
Sui è una Clear appartenente alla gloriosa razza dei Nagin, stirpe di guerrieri di grande fama. Il suo orgoglio di macchina da guerra le impone di sfidare quanti più avversari possibili, per affinare la propria forza e le proprie tecniche. Pur essendo una ragazza dall'aspetto piuttosto comune (a parte la lunga chioma di capelli che le arriva fino ai talloni), ogni volta che trova un avversario degno delle sue attenzioni cambia, diventando un essere dalla faccia ghiacciata in un grottesco ghigno d'eccitazione. Adora le ciliegie, e la sua arma da combattimento è un enorme cerchio di ferro (simile ad un hula hoop) assemblabile in ogni momento.
Farran Denzel (ファラン・デンゼル?, Fuaran Denzeru)
Denzel, figura circondata da un alone di mistero, molto famosa nei dintorni di Deodradd, conduce una vita ai margini della società. Temuto da chiunque conosca le vicende/leggende che si narrano su di lui, è modesto fino all'inverosimile, smentendo tutte le voci che girano sul suo conto. Grande maestro nelle arti marziali, Denzel è riuscito a battere ben 500 avversari in una sola battaglia, ma esita sempre nel prendere parte a qualsiasi tipo di lezione che i suoi aspiranti allievi chiedono. La sua politica è "Non lottare mai per gli altri, ma solo per se stessi".
Marta Laguna (マーサ・ラグナ?, Masa Raguna)
Il suo aspetto è sconosciuto, anche se appare sin dal primo capitolo con la faccia oscurata da un cappuccio. È probabilmente un membro molto importante all'interno dell'ordine, la Junkaizou che ha istruito Elraine. A causa del tetto massimo di Assorbimenti che poteva fare durante la sua vita senza morire, ha ormai smesso di curare i malati, a tutt'oggi si occupa di impegni amministrativi nella chiesa principale dell'Ordine.
Luccy Zezu (ルーシー・ゼズゥ?, Rushi Zezuu)
Zezu è l'unico degli 11 capi della Gazzela ad aver mostrato, fino ad ora, la propria identità. Non ha assolutamente paura che qualcuno lo possa rintracciare e quindi provocargli qualche danno. Questo però non è il suo vero nome, infatti, il vero Luccy Zezu è vissuto almeno 100 anni prima di lui, ma per effetto della proprietà transitiva del nome ai propri successori, adesso ce l'ha lui. È un combattente formidabile, in grado di muoversi a una velocità tale che l'occhio non riesce a percepirlo, anche se non è del tutto chiaro se possa trattarsi di un qualche tipo di teletrasporto.

## Associazioni
In questa realtà sono presenti due grandi associazioni, una opposta per obiettivi all'altra, e per questo sempre in guerra fra loro:
L'Ordine delle Junkaizou (ジュンカイゾウ?, Junkaizou), avente almeno 6 secoli di vita, si è imposto l'obiettivo di debellare dal mondo la piaga chiamata Troi, che lo sta lentamente distruggendo. Il loro centro amministrativo si trova nella parte ovest del continente di Naginzeria, ma per tutto il mondo, senza limiti politici, si possono trovare varie sottosezioni “affiliate”, dirette anch'esse dagli stessi membri dell'ordine, che sostengono le varie Sorelle sparse sul globo. Fra queste persone ci sono solo donne e ragazze (anche se non si disdegna mai l'aiuto di mercenari capaci, che offrono il loro aiuto dal punto di vista militare), le quali possono intraprendere due carriere: quella da Maille, ossia quella di curare i malati, e quella da Militaire, ossia quella di forza armata di scorta a protezione delle Maille dagli assassini della Gazzella. La “divisa” tipica delle Sorelle somiglia molto a quella degli appestati degli anni più bui del Medio Evo. Infatti questa copre tutto il corpo, lasciando scoperto solo mani e testa, che spesso, in pubblico, viene coperta da un pesante cappuccio.
L'Organizzazione Gazzella (ガゼル?, Gazeru), fondata 100 anni prima dell'inizio degli accadimenti, è probabilmente una delle cause per cui il Troi continua ad esistere. Non si sa che relazione vi sia tra l'Organizzazione e l'esistenza della malattia: la cosa certa è che la piaga porta all'Organizzazione un qualche tipo di oscuro “beneficio”. Il loro obiettivo primario al momento è la distruzione dell'Ordine delle Junkaizou, e per facilitarsi questo compito, vengono ingaggiati parecchi assassini che ad ogni omicidio guadagnano una lauta paga. Gli obiettivi preferiti di questi killer sono le indifese Maille Junkaizou. Undici erano i capi fondatori della Gazzella, e alla morte di ogni fondatore, il suo successore prende il nome di quello che lo ha preceduto. I governi del mondo sembrano essere contro questa Organizzazione e infatti i loro assassini vengono sbattuti in prigione come un qualsiasi altro criminale.

## Volumi
| Nº | Titolo italiano (traduzione letterale) | Data di prima pubblicazione            | Data di prima pubblicazione |
| Nº | Titolo italiano (traduzione letterale) | Giapponese                             |                             |
| 1  | Compagni di anima | 4 agosto 2008 ISBN 978-4-08-874559-6   |                             |
| 1  | Capitoli (traduzioni letterali dei titoli) - 1. Compagni di anima - 2. Incontrando i Luchile - 3. Sui - 4. La bella e la bestia - 5. Speciale - One Shot. Island |                                        |                             |
| 2  | All'attacco! | 3 ottobre 2008 ISBN 978-4-08-874583-1  |                             |
| 2  | Capitoli (traduzioni letterali dei titoli) - 6. Temperatura Corporea - 7. L'attacco dei corvi - 8. La sua scelta - 9. E allora lui va avanti - 10. La mattina della partenza - 11. Farran Danzel e la donna delle profezie - 12. L'uomo oggetto di dicerie - 13. All'attacco! - 14. Nome |                                        |                             |
| 3  | All'attacco! | 4 dicembre 2008 ISBN 978-4-08-874613-5 |                             |
| 3  | Capitoli (traduzioni letterali dei titoli) - 15. Junkaizou - 16. La storia della vita di Heine - 17. Sogni e speranze - 18. Andare avanti - 19. Prima lezione - 20. La promessa - 21. L'inizio - 22. Double arts - 23. Sin dall'inizio, tu...                                            |                                        |                             |